# Haitianisch-ruandische Beziehungen
Die haitianisch-ruandischen Beziehungen beschreiben das bilaterale Verhältnis zwischen der Republik Haiti einerseits und der Republik Ruanda andererseits.

## Geschichte und Stand
Die im Jahr 1804 von Frankreich unabhängig gewordene Republik Haiti und die im Jahr 1962 vom Königreich Belgien in die Souveränität entlassene Republik Ruanda unterhalten seit 2018 diplomatische Beziehungen. Die diesbezügliche gemeinsame Erklärung wurde am 15. August 2018 von den Leitern der Ständigen Vertretungen beider Länder bei den Vereinten Nationen in New York unterzeichnet.
Obwohl eine im Jahr 2010 eingerichtete bilaterale Kommission die Formalisierung und Vertiefung der Beziehungen vorbereitet hatte, wurden keine diplomatischen oder konsularischen Vertretungen im jeweils anderen Land eingerichtet.
Ruanda beteiligte sich mit einer 126 Mann starken Einheit bewaffneter Polizei an der Stabilisierungsmission der Vereinten Nationen in Haiti (MINUSTAH; 2004 bis 2017) und der daran anschließenden Mission der Vereinten Nationen zur Unterstützung der Justiz in Haiti (MINUJUSTH; 2017 bis 2019).
Auf wirtschaftlicher Ebene bildete sich im Jahr 2022 in Kigali die Haiti-Rwanda Initiative aus Geschäftsleuten beider Länder, deren Ziel es ist, Investitionen zu fördern und die Zusammenarbeit von Unternehmen zu stärken.
Am Rande eines Gipfeltreffens der Karibischen Gemeinschaft CARICOM im Juli 2023 trafen sich der Präsident Ruandas, Paul Kagame, und der Premierminister Haitis, Ariel Henry, zu einem Gespräch, in dem Kagame sich grundsätzlich bereit zeigte, ruandische Truppen in die von den Vereinten Nationen gebilligte multilaterale Unterstützungsmission für die Sicherheit Haitis zu entsenden.
Beide Länder sind Mitglieder der Organisation internationale de la Francophonie (OIF). In Port-au-Prince befindet sich die Repräsentanz der OIF für die Karibik.
Ruanda ist Mitglied der Afrikanischen Union (AU). Der haitianische Präsident Michel Martelly hatte mit seinem Premierminister Laurent Lamothe als Sondergast an Gipfeltreffen der AU teilgenommen und dabei das Ziel verfolgt, sein Land in die Organisation zu führen. Die AU hatte im Jahr 2004 eine hochrangige Delegation zu den Feierlichkeiten des 200. Unabhängigkeitstags nach Haiti entsandt. Im Mai 2016 gab die AU an ihrem Hauptsitz in Addis Abeba bekannt, dass Haiti bei dem Gipfeltreffen des Jahres in Kigali/Ruanda nicht wie angestrebt Mitglied werden könne.